# Омер Чаткич
Омер Чаткич (тур. Ömer Çatkıç, нар. 15 жовтня 1974, Ескішехір) — колишній турецький футболіст боснійського походження.

## Клубна кар'єра
У дорослому футболі дебютував 1993 року виступами за «Ескішехірспор», в якому провів п'ять сезонів, взявши участь у 107 матчах чемпіонату. Більшість часу, проведеного у складі «Ескішехірспора», був основним голкіпером команди.
Своєю грою за цю команду привернув увагу представників тренерського штабу «Ґазіантепспора», до складу якого приєднався 1998 року. Відіграв за турецьку команду наступні шість сезонів своєї ігрової кар'єри. Граючи у складі «Газіантепспора» також здебільшого виходив на поле в основному складі команди.
Протягом 2004–2006 років захищав кольори команди клубу «Генчлербірлігі».
2006 року уклав контракт з «Бурсаспором», у складі якого провів наступний сезон своєї кар'єри гравця. Тренерським штабом нового клубу також розглядався як гравець «основи».
Протягом сезону 2007-08 років знову захищав кольори команди «Ґазіантепспора».
До складу клубу «Антальяспор» приєднався влітку 2008 року. Відіграв за команду з Анталії понад сто матчів в національному чемпіонаті, після чого 2012 року вирішив завершити професійну кар'єру.

## Виступи за збірну
1999 року дебютував в офіційних матчах у складі національної збірної Туреччини.
У складі збірної був учасником чемпіонату Європи 2000 року у Бельгії та Нідерландах, чемпіонату світу 2002 року в Японії і Південній Кореї, на якому команда здобула бронзові нагороди, та розіграшу Кубка Конфедерацій 2003 року у Франції, де збірна також здобула «бронзу».
Всього за шість років провів у формі головної команди країни 19 матчів.

## Титули і досягнення
- Бронзовий призер чемпіонату світу: 2002